# گیلیان کلتارد
گیلیان کلتارد (انگلیسی: Gillian Coultard؛ زادهٔ ۲۲ ژوئیهٔ ۱۹۶۳) یک بازیکن فوتبال اهل انگلستان است. وی سابقه عضویت در تیم ملی فوتبال زنان انگلستان را داراست.